# Webb City (Missouri)
Webb City é uma cidade localizada no estado americano de Missouri, no Condado de Jasper.

## Demografia
Segundo o censo americano de 2000, a sua população era de 9812 habitantes.
Em 2006, foi estimada uma população de 10.982, um aumento de 1170 (11.9%).

## Geografia
De acordo com o United States Census Bureau tem uma área de
19,3 km², dos quais 19,3 km² cobertos por terra e 0,0 km² cobertos por água. Webb City localiza-se a aproximadamente 313 m acima do nível do mar.

## Localidades na vizinhança
O diagrama seguinte representa as localidades num raio de 8 km ao redor de Webb City.